# Spectamen
Spectamen is een geslacht van weekdieren uit de klasse van de Gastropoda (slakken).

## Soorten
- Spectamen adarticulatum (Barnard, 1963)
- Spectamen babylonia Vilvens, 2009
- Spectamen bellulus (Angas, 1869)
- Spectamen epithecus Iredale, 1929
- Spectamen flavum Herbert, 1987
- Spectamen franciscanum (Barnard, 1963)
- Spectamen gerula Herbert, 1987
- Spectamen geruloides Herbert, 1987
- Spectamen laevior (Schepman, 1908)
- Spectamen marsus Cotton & Godfrey, 1938
- Spectamen martensi Herbert, 2015
- Spectamen multistriatum (Thiele, 1925)
- Spectamen mutabilis (Schepman, 1908)
- Spectamen pardalis Herbert, 1987
- Spectamen philippense (Watson, 1881)
- Spectamen roseapicale Herbert, 1987
- Spectamen rubiolae Herbert, 1987
- Spectamen ruthae Herbert, 1987
- Spectamen sulculiferum Herbert, 1987